# Octeville-sur-Mer
Octeville-sur-Mer – miejscowość i gmina we Francji, w regionie Normandia, w departamencie Sekwana Nadmorska.
Według danych na rok 1990 gminę zamieszkiwało 4005 osób, a gęstość zaludnienia wynosiła 197 osób/km² (wśród 1421 gmin Górnej Normandii Octeville-sur-Mer plasuje się na 63. miejscu pod względem liczby ludności, natomiast pod względem powierzchni na miejscu 51.).